# Matthias Jestaedt
Matthias Jestaedt (* 8. Dezember 1961 in Bonn) ist ein deutscher Rechtswissenschaftler und Hochschullehrer an der Albert-Ludwigs-Universität Freiburg.

## Leben
Matthias Jestaedt studierte Rechtswissenschaften an der Rheinischen Friedrich-Wilhelms-Universität Bonn. 1992 wurde er an der Rechts- und Staatswissenschaftlichen Fakultät in Bonn bei Josef Isensee promoviert und habilitierte sich dort 1999. Von 2002 bis 2011 hatte Jestaedt einen Lehrstuhl für Öffentliches Recht an der Friedrich-Alexander-Universität Erlangen-Nürnberg inne. 2011 nahm er den Ruf auf eine Professur an der Albert-Ludwigs-Universität Freiburg an.
2006 gründete er an der Universität Erlangen-Nürnberg die Hans-Kelsen-Forschungsstelle, die mit Jestaedts Wechsel nach Freiburg im Breisgau transferiert wurde. Von 2002 bis 2010 war Jestaedt Internationaler Korrespondent des Hans Kelsen-Instituts in Wien; seit 2010 gehört er dem Vorstand dieses Instituts an. 2014 wurde Jestaedt in die Akademie der Wissenschaften und der Literatur Mainz gewählt. Er ist Mitglied und seit 2022 Vorsitzender der Vereinigung für Verfassungsgeschichte.

## Veröffentlichungen (Auswahl)
- Demokratieprinzip und Kondominialverwaltung. Entscheidungsteilhabe Privater an der öffentlichen Verwaltung auf dem Prüfstand des Verfassungsprinzips Demokratie. Duncker & Humblot, Berlin 1993, ISBN 3-428-07497-1 (Zugl.: Bonn, Univ., Diss., 1992).
- mit Christian Hillgruber: Die Europäische Menschenrechtskonvention und der Schutz nationaler Minderheiten. Kulturstiftung der deutschen Vertriebenen, Bonn 1993.
- Grundrechtsentfaltung im Gesetz. Studien zur Interdependenz von Grundrechtsdogmatik und Rechtsgewinnungstheorie. Mohr Siebeck, Tübingen 1999, ISBN 3-16-147282-9 (Zugl.: Bonn, Univ., Habil.-Schr., 1999/2000).
- Das mag in der Theorie richtig sein... Vom Nutzen der Rechtstheorie für die Rechtspraxis. Mohr Siebeck, Tübingen 2006.
- Die Verfassung hinter der Verfassung. Eine Standortbestimmung der Verfassungstheorie. Schöningh, Paderborn 2009.
- als Herausgeber: Das entgrenzte Gericht. Eine kritische Bilanz nach sechzig Jahren Bundesverfassungsgericht. Suhrkamp Verlag, Berlin 2011, ISBN 978-3-518-12638-7.
- Grundrechtsentfaltung im Gesetz. Studien zur Interdependenz von Grundrechtsdogmatik und Rechtsgewinnungstheorie. Mohr, Tübingen 2020.
- als Herausgeber mit Oliver Lepsius: Verhältnismäßigkeit. Zur Tragfähigkeit eines verfassungsrechtlichen Schlüsselkonzepts. Mohr, Tübingen 2021.